# Canton de Bouligny
Le canton de Bouligny est une circonscription électorale française du département de la Meuse.

## Géographie
Ce canton est organisé autour du bureau centralisateur de Bouligny et fait partie intégralement de l'arrondissement de Verdun. Son altitude varie de 196 m (Saint-Laurent-sur-Othain) à 391 m (Dommary-Baroncourt) pour une altitude moyenne de 246 m. Sa superficie est de 327,85 km2.

## Histoire
Un nouveau découpage territorial de la Meuse entre en vigueur à l'occasion des élections départementales de 2015. Il est défini par le décret du 17 février 2014, en application des lois du 17 mai 2013 (loi organique 2013-402 et loi 2013-403). Les conseillers départementaux sont, à compter de ces élections, élus au scrutin majoritaire binominal mixte. Les électeurs de chaque canton élisent au Conseil départemental, nouvelle appellation du Conseil général, deux membres de sexe différent, qui se présentent en binôme de candidats. Les conseillers départementaux sont élus pour 6 ans au scrutin binominal majoritaire à deux tours, l'accès au second tour nécessitant 12,5 % des inscrits au 1er tour. En outre la totalité des conseillers départementaux est renouvelée. Ce nouveau mode de scrutin nécessite un redécoupage des cantons dont le nombre est divisé par deux avec arrondi à l'unité impaire supérieure si ce nombre n'est pas entier impair, assorti de conditions de seuils minimaux. Dans la Meuse, le nombre de cantons passe ainsi de 31 à 17.
Le canton de Bouligny est formé :
- des 22 communes qui formaient l'ancien canton de Spincourt : Amel-sur-l'Étang, Arrancy-sur-Crusne, Billy-sous-Mangiennes, Bouligny, Dommary-Baroncourt, Domremy-la-Canne, Duzey, Éton, Gouraincourt, Loison, Mangiennes, Muzeray, Nouillonpont, Pillon, Rouvrois-sur-Othain, Saint-Laurent-sur-Othain, Saint-Pierrevillers, Senon, Sorbey, Spincourt, Vaudoncourt et Villers-lès-Mangiennes ;
- de 4 des 26 communes qui formaient le canton d'Étain : Foameix-Ornel, Lanhères, Morgemoulin et Rouvres-en-Woëvre.

## Représentation
| Période élective | Période élective | Mandat | Mandat   | Identité           | Nuance | Nuance | Qualité |
| ---------------- | ---------------- | ------ | -------- | ------------------ | ------ | ------ | --- |
| 2015             | 2021             | 2015   | 2021     | Jocelyne Antoine   |        | DVD    | Comptable Maire de Senon (depuis 2008) |
| 2015             | 2021             | 2015   | 2021     | Jean Marie Missler |        | DVD    | Enseignant retraité Maire de Saint-Pierrevillers (depuis 2001) Président de la CC de Damvillers-Spincourt Ancien conseiller général du canton de Spincourt (1998-2005) 1er Vice-président - Finances, administration générale et affaires du Département |
| 2021             | 2028             | 2021   | en cours | Jocelyne Antoine   |        | DVC    | Conseillère sortante, 3ème Vice-Présidente (développement et accompagnement des territoires, transfrontalier, contractualisation et relations avec la Région), Sénatrice Union centriste depuis septembre 2023                                           |
| 2021             | 2028             | 2021   | en cours | Benoit Watrin      |        | DVD    | Agriculteur, Rouvrois-sur-Othain |

### Résultats détaillés

#### Élections de mars 2015
Lors des élections départementales de 2015, le binôme composé de Jocelyne Antoine et Jean Marie Missler (DVD) est élu au premier tour avec 68,56 % des suffrages exprimés, devant le binôme composé de Jean Canévet et Myriame Laidier (FN) (31,44 %). Le taux de participation est de 50,47 % (3 188 votants sur 6 316 inscrits) contre 53,07 % au niveau départemental et 50,17 % au niveau national.

#### Élections de juin 2021
Le premier tour des élections départementales de 2021 est marqué par un très faible taux de participation (33,26 % au niveau national). Dans le canton de Bouligny, ce taux de participation est de 30,82 % (1 902 votants sur 6 171 inscrits) contre 34,51 % au niveau départemental. À l'issue de ce premier tour, deux binômes sont en ballottage : Jocelyne Antoine et Benoit Watrin (DVD, 72,24 %) et Éric Bernardi et Isaline Warth (Union à gauche, 27,76 %).
Le second tour des élections est marqué une nouvelle fois par une abstention massive équivalente au premier tour. Les taux de participation sont de 34,36 % au niveau national, 35,74 % dans le département et 31,16 % dans le canton de Bouligny. Jocelyne Antoine et Benoit Watrin (DVD) sont élus avec 72,13 % des suffrages exprimés (1 271 voix pour 1 920 votants et 6 161 inscrits),,.

## Composition
Le canton de Bouligny comprend vingt-six communes entières.
| Nom                              | Code Insee | Intercommunalité           | Superficie (km2) | Population (dernière pop. légale) | Densité (hab./km2) | Modifier                                    |
| -------------------------------- | ---------- | -------------------------- | ---------------- | --------------------------------- | ------------------ | ------------------------------------------- |
| Bouligny (bureau centralisateur) | 55063      | CC Cœur du Pays-Haut       | 10,99            | 2 428 (2022)                      | 221                | modifier les données · modifier les données |
| Amel-sur-l'Étang                 | 55008      | CC de Damvillers Spincourt | 14,74            | 150 (2022)                        | 10                 | modifier les données · modifier les données |
| Arrancy-sur-Crusnes              | 55013      | CC de Damvillers Spincourt | 20,16            | 458 (2022)                        | 23                 | modifier les données · modifier les données |
| Billy-sous-Mangiennes            | 55053      | CC de Damvillers Spincourt | 24,66            | 358 (2022)                        | 15                 | modifier les données · modifier les données |
| Dommary-Baroncourt               | 55158      | CC de Damvillers Spincourt | 12,49            | 745 (2022)                        | 60                 | modifier les données · modifier les données |
| Domremy-la-Canne                 | 55162      | CC de Damvillers Spincourt | 3,09             | 28 (2022)                         | 9,1                | modifier les données · modifier les données |
| Duzey                            | 55168      | CC de Damvillers Spincourt | 5,77             | 46 (2022)                         | 8,0                | modifier les données · modifier les données |
| Éton                             | 55182      | CC de Damvillers Spincourt | 11,11            | 201 (2022)                        | 18                 | modifier les données · modifier les données |
| Foameix-Ornel                    | 55191      | CC du Pays d'Étain         | 11,07            | 228 (2022)                        | 21                 | modifier les données · modifier les données |
| Gouraincourt                     | 55216      | CC de Damvillers Spincourt | 5,45             | 70 (2022)                         | 13                 | modifier les données · modifier les données |
| Lanhères                         | 55280      | CC du Pays d'Étain         | 4,60             | 55 (2022)                         | 12                 | modifier les données · modifier les données |
| Loison                           | 55299      | CC de Damvillers Spincourt | 14,18            | 117 (2022)                        | 8,3                | modifier les données · modifier les données |
| Mangiennes                       | 55316      | CC de Damvillers Spincourt | 18,21            | 401 (2022)                        | 22                 | modifier les données · modifier les données |
| Morgemoulin                      | 55357      | CC du Pays d'Étain         | 6,85             | 107 (2022)                        | 16                 | modifier les données · modifier les données |
| Muzeray                          | 55367      | CC de Damvillers Spincourt | 8,24             | 132 (2022)                        | 16                 | modifier les données · modifier les données |
| Nouillonpont                     | 55387      | CC de Damvillers Spincourt | 10,12            | 245 (2022)                        | 24                 | modifier les données · modifier les données |
| Pillon                           | 55405      | CC de Damvillers Spincourt | 15,41            | 250 (2022)                        | 16                 | modifier les données · modifier les données |
| Rouvres-en-Woëvre                | 55443      | CC du Pays d'Étain         | 16,74            | 589 (2022)                        | 35                 | modifier les données · modifier les données |
| Rouvrois-sur-Othain              | 55445      | CC de Damvillers Spincourt | 12,22            | 193 (2022)                        | 16                 | modifier les données · modifier les données |
| Saint-Laurent-sur-Othain         | 55461      | CC de Damvillers Spincourt | 16,79            | 443 (2022)                        | 26                 | modifier les données · modifier les données |
| Saint-Pierrevillers              | 55464      | CC de Damvillers Spincourt | 11,12            | 151 (2022)                        | 14                 | modifier les données · modifier les données |
| Senon                            | 55481      | CC de Damvillers Spincourt | 19,89            | 299 (2022)                        | 15                 | modifier les données · modifier les données |
| Sorbey                           | 55495      | CC de Damvillers Spincourt | 12,42            | 233 (2022)                        | 19                 | modifier les données · modifier les données |
| Spincourt                        | 55500      | CC de Damvillers Spincourt | 27,28            | 815 (2022)                        | 30                 | modifier les données · modifier les données |
| Vaudoncourt                      | 55535      | CC de Damvillers Spincourt | 6,02             | 79 (2022)                         | 13                 | modifier les données · modifier les données |
| Villers-lès-Mangiennes           | 55563      | CC de Damvillers Spincourt | 8,23             | 71 (2022)                         | 8,6                | modifier les données · modifier les données |
| Canton de Bouligny               | 5505       |                            | 327,85           | 8 892 (2022)                      | 27                 | modifier les données                        |

## Démographie
En 2022, le canton comptait 8 892 habitants, en évolution de −5,19 % par rapport à 2016 (Meuse : −4,4 %, France hors Mayotte : +2,11 %).
| 2013  | 2018  | 2022  |
| ----- | ----- | ----- |
| 9 446 | 9 189 | 8 892 |